# Мю (электроника)
{\displaystyle \mu } (мю) в электронике — предельно возможный коэффициент усиления напряжения активного электронного прибора — транзистора, электронной лампы или более сложного схемотехнического узла. {\displaystyle \mu } определяется как отношение (а) приращения напряжения на выходных электродах (коллектор-эмиттер, сток-исток, анод-катод) и (б) приращения управляющего напряжения (база-эмиттер, затвор-исток, сетка-катод), вызывающих одинаковое изменение выходного тока (тока коллектора, тока стока, тока анода). Усиление напряжения в {\displaystyle \mu } раз теоретически возможно лишь при бесконечно большом сопротивлении нагрузки; в реальных каскадах с конечным сопротивлением нагрузки коэффициент усиления всегда меньше {\displaystyle \mu }. Крутизна передаточной характеристики {\displaystyle S}, внутреннее сопротивление между выходными электродами {\displaystyle R_{i}} и коэффициент усиления {\displaystyle \mu } связаны между собой уравнением параметров триода (в иностранных источниках «формула ван дер Бейла»)
{\displaystyle \mu =SR_{i}}.

## Биполярные транзисторы
Для биполярного транзистора
{\displaystyle \mu =Sr_{ce}=\left({\frac {I_{c}}{\phi _{t}}}\right)\left({\frac {U_{a}}{I_{c}}}\right)={\frac {U_{a}}{\phi _{t}}}},
где {\displaystyle I_{c}} — ток коллектора, {\displaystyle U_{a}} — напряжение Эрли, {\displaystyle \phi _{t}} — температурный коэффициент, составляющий для кремния примерно 26 мВ при температуре +25°С. При типичных напряжениях Эрли кремниевых транзисторов и нормальной температуре {\displaystyle \mu _{npn}\approx 1000...6000}, и {\displaystyle \mu _{pnp}\approx 1000...3000}.
Для транзисторов (в отличие от ламп) величина {\displaystyle \mu } не входит в число основных параметров и практически никогда не указывается в явном виде, так как является эквивалентом напряжения Эрли. В практических расчётах {\displaystyle \mu } применяется редко (эффектом Эрли обычно можно пренебречь) — это теоретический предел для однотранзисторного каскада с общим эмиттером или общей базой, реализуемый только на холостом ходу без отбора мощности нагрузкой. Приблизиться к расчётному {\displaystyle \mu } в реальном усилителе можно, лишь используя активную коллекторную нагрузку на транзисторном источнике тока (резистивная нагрузка потребовала бы запредельно высокого напряжения питания).

## Триоды
Для вакуумного триода
{\displaystyle \mu =1/D=C_{ck}/C_{ak}},
где {\displaystyle D} — электростатическая проницаемость управляющей сетки, {\displaystyle C_{ck},C_{ak}} — ёмкости сетка-катод и анод-катод. Величина {\displaystyle \mu }, обратная проницаемости, служит мерой эффективности экранирующего действия сетки: чем гуще навита сетка, что соответствует бо́льшим значениям {\displaystyle \mu }, тем слабее влияние анода на протекающий ток. {\displaystyle \mu } практически не изменяется по мере старения лампы, практически не зависит от тока накала или температуры катода, и слабо зависит от выбора рабочей точки. При нормальных отрицательных смещениях на сетке {\displaystyle \mu } практически неизменен. При положительных напряжениях на сетке {\displaystyle \mu } спадает из-за ответвления части катодного тока в цепь сетки, а при отрицательных напряжениях, близких к запирающему — из-за островкового эффекта. Наименьшие значение {\displaystyle \mu }, примерно 2..3, свойственны специализированным мощным триодам для стабилизаторов напряжения, имеющим минимально возможное выходное сопротивление. В лампах для усиления напряжения и мощности диапазон {\displaystyle \mu } простирается от примерно 4 (мощные выходные триоды прямого накала) до 120 (лампы с высоким {\displaystyle \mu } для усиления напряжения).